# Балка Шаблівська
Балка Шаблівська — балка (річка) в Україні у Оржицькому районі Полтавської області. Ліва притока річки Чевельчи (басейн Дніпра).

## Опис
Довжина балки приблизно 4,50 км, найкоротша відстань між витоком і гирлом — 4,15 км, коефіцієнт звивистості річки — 1,08. Формується декількома безіменними струмками та загатами. На деяких ділянках балка пересихає.

## Розташування
Бере початок на південно-західній стороні від села Круподеринці. Тече переважно на південний схід через колишній хутір Шаблін і на північно-східній околиці села Чмихалове впадає в річку Чевельчу, праву притоку річки Оржиці.

## Цікаві факти
- У XX столітті на балці існували птахо-тваринна ферма (ПТФ), газгольдер та газова свердловина[1], а у XIX столітті — декілька вітряних млинів[2].